# Tellervo infumatus
Tellervo infumatus är en fjärilsart som beskrevs av Aurivillius. Tellervo infumatus ingår i släktet Tellervo och familjen praktfjärilar. Inga underarter finns listade i Catalogue of Life.